# Hannó (259 aC)
Hannó va ser un governador cartaginès que va defensar Còrsega i Sardenya durant la Primera Guerra Púnica. Va succeir Hanníbal, fill de Giscó, però va ser derrotat i mort per Luci Corneli Escipió, probablement l'any 259 aC. És esmentat per Zonaràs (VIII 9), Orosi (IV 7) i Valeri Màxim (V 1.2).